# G7-Gipfel in Versailles 1982
Der G7-Gipfel in Versailles 1982  war das 8. Gipfeltreffen der Regierungschefs der Gruppe der Sieben. Das Treffen fand unter dem Vorsitz des französischen Präsidenten François Mitterrand vom 4. bis 6. Juni 1982 im Schloss Versailles statt.

## Teilnehmer
| Bundesrepublik Deutschland     | Helmut Schmidt        |
| Frankreich                     | François Mitterrand   |
| Italien                        | Giovanni Spadolini    |
| Japan                          | Zenko Suzuki          |
| Kanada                         | Pierre Elliot Trudeau |
| Vereinigte Staaten von Amerika | Ronald Reagan         |
| Vereinigtes Königreich         | Margaret Thatcher     |
| Europäische Gemeinschaft       | Gaston Thorn          |

## Agenda
- Wachstum der Weltwirtschaft und Beschäftigung
- Förderung des Welthandels
- Vorgehen gegenüber der UdSSR
- Entwicklungshilfe
- Stabilität im Weltwährungssystem
- Libanon-Konflikt[2]